# 微刺小剑水蚤
微刺小剑水蚤（学名：Microcyclops inchoatus）为剑水蚤科小剑水蚤属的动物，是中国的特有物种。分布于黑龙江等地，主要生活于水沟中。